# Komlenac
Komlenac (cyr. Комленац) – wieś w Bośni i Hercegowinie, w Republice Serbskiej, w gminie Kozarska Dubica. W 2013 roku liczyła 190 mieszkańców.